# Carl Dalager
Christopher Carl Dalager (* 8. April 1726 in Dragsminde, Rødby Sogn; † 1. Januar 1799 in Alluttoq) war ein dänischer Kaufmann.

## Leben

### Kindheit und Jugend
Carl Dalager wurde in Dragsminde, dem alten Hafen von Rødby, östlich des heutigen Ferienhausorts Bredfjed an der Südküste Lollands geboren. Er war der Sohn des Zollbediensteten Jens Laursen Dalager (um 1670–1742) und seiner Frau Anna Goe (1688–1769). Ein Jahr nach seiner Geburt wurde sein Vater nach Gåbense an der Nordküste Falsters versetzt. Ebenso wie sein älterer Bruder Lars (1722–1772) besuchte er die Schule in Nørre Vedby. Anschließend begab er sich vermutlich in eine Handelslehre bei einem lokalen Kaufmann. 1742 starb sein Vater und seine ältere Schwester Maren (1719–1753) heiratete den zweimal verwitweten Kaufmann Jacob Severin, der seit 1734 das Handelsmonopol über ganz Grönland innehatte. Jacob Severin war zudem der Cousin von Carl Dalagers Mutter. Im selben Jahr wurde Lars Dalager zum Assistenten der Kolonie Frederikshaab in Paamiut ernannt, möglicherweise hatte er sich jedoch zu diesem Zeitpunkt bereits einige Jahre in Grönland aufgehalten.

### Erste Jahre in Grönland
1745 wurde auch Carl Dalager bei Jacob Severin angestellt und wurde von diesem zum Assistenten der Loge Jakobshavn in Ilulissat ernannt. Er war tüchtig und beliebt und so wurde er nur ein Jahr später 20-jährig zum Kolonialverwalter der Kolonie Christianshaab in Qasigiannguit ernannt. 1750 trat Jacob Severin zurück und Carl Dalager, der bisher bei ihm angestellt war, begab sich unter die Leitung von Det almindelige Handelskompagni.
1752 löste er seinen Bruder Lars als Kolonialverwalter von Frederikshaab ab. In Paamiut lernte er die Grönländerin Birgitte (um 1732–1775) kennen, die ursprünglich aus Nuuk stammte, aber gemeinsam mit dem Missionar Arnoldus von Westen Sylow nach Paamiut gekommen war. Carl Dalager verliebte sich in sie und wollte sie heiraten. Er fühlte sich jedoch Nordgrönland deutlich mehr verbunden und reiste deswegen 1754 nach Dänemark zurück, um die Handelskompanie um eine Anstellung in Nordgrönland zu bitten.

### Als Kolonialverwalter von Ritenbenk
Er wurde im Folgejahr gebeten eine neue Kolonie anzulegen, die die bis dahin nördlichste sein sollte. Er reiste nach Saqqaq und gründete dort die Kolonie Ritenbenk. Von dort aus schrieb er einen Brief an seine Verlobte und bat sie in Begleitung ihres Bruders Frederik, nach Saqqaq zu kommen. Da Frederik als Katechet in Paamiut arbeitete, durfte er nicht fortreisen, während Birgitte sich auf die Reise machte. In Qasigiannguit musste sie überwintern, blieb dort und wurde am 13. August 1758 mit dem dortigen Kolonialverwalter Jonas Lillienskiold de Svanenhielm (1726–1801) verheiratet. Carl Dalager, der sie zu diesem Zeitpunkt offenbar bereits seit vier Jahren nicht mehr gesehen hatte, heiratete anschließend am 24. Mai 1759 Juliane Marie (1734–1817), die möglicherweise eine Schwester Birgittes war.
In Saqqaq lebten zu diesem Zeitpunkt noch größtenteils Ungetaufte, aber Carl Dalager war sehr an der Missionierung interessiert. Er unterrichtete selbst die Bevölkerung, da es keinen Missionar in der Kolonie gab, welcher im 93 km südlich gelegenen Ilulissat residierte. 1759 gelang es ihm dennoch den Missionar Christen Hansen Fabricius nach Saqqaq zu bringen, der aber bereits im Folgejahr wieder abreiste.
Während seiner Zeit als Kolonialverwalter in Ritenbenk unternahm er große Handelsreisen in die umliegenden Regionen. So ließ er 1758 Johan Henrik Bruun eine Kolonie in Nuussuaq gründen, die für den späteren Kolonialdistrikt Ũmánaĸ zuständig war und 1763 nach Uummannaq versetzt wurde. Anfang der 1760er Jahre schlug er vor, Ritenbenk weiter nach Süden an die Nordwestküste der Insel Alluttoq (Arveprinsen Ejland) zu verlegen, da sie dann zentraler liegen würde. Die Idee wurde abgelehnt, aber wegen der guten Handelserträge reiste Carl Dalager bis an die Südküste der Insel. Dadurch erregte er Unmut bei Peter Lorentz Hind, dem Logenverwalter von Jakobshavn, der der Meinung war, dass die Gegend dem Kolonialdistrikt Jakobshavn zugehörte. Die Handelsdirektion lehnte die Klage ab, da Hind selbst nichts tat, um dort Handel zu betreiben. 1768 reiste Carl Dalager noch weiter nach Norden und ließ im Folgejahr Andreas Bruun, den jüngeren Bruder Johan Henrik Bruuns, eine Kolonie dort anlegen. Die Kolonie Rosenkrantz befand sich in Eqaluit, war aber schlecht gelegen. Carl Dalager reiste daraufhin 1770 selbst nach Eqaluit, um gemeinsam mit Bruun nach einer geeigneten Stelle zu suchen. 1771 wurde die Kolonie nach Upernavik versetzt.

### Als Logen- und Kolonialverwalter von Jakobshavn
Carl Dalager kehrte nicht mehr nach Saqqaq zurück, sondern wurde am 7. September 1771 zum Logenverwalter von Jakobshavn ernannt. Bereits die Kolonie Ritenbenk war unter ihm wirtschaftlich sehr erfolgreich gewesen, was vor allem der Tatsache geschuldet war, dass Carl Dalager die Bevölkerung motivierte mit europäischen Methoden Walfang zu betreiben. Auch in der Loge Jakobshavn war er mit diesem Konzept erfolgreich, nachdem der Handel unter Hind stark gelitten hatte. 1774 begann er Gartenbau zu betreiben. Mit Kohl, Kerbel, Kresse, Salat, Radieschen, Petersilie, Porree und Rüben hatte er Erfolg, mit Kartoffeln eher weniger. 1777 gründete er die Walfängeranlage Jakobshavns Anlæg direkt nördlich der Loge. 1781 schlug er vor, die Loge nach Oqaatsut zu versetzen, da die Bedingungen für den Walfang dort besser seien. Auch dieser Vorschlag wurde abgelehnt. 1781 erhielt Jakobshavn den Status einer Kolonie. Im selben Jahr brannte sein Haus ab, dass er selbst hatte errichten lassen. Für die 60 Rigsdaler Entschädigung von der Handelsdirektion konnte er sich kein neues Haus bauen.

### Als Logenverwalter von Klokkerhuk
Um 1775 hatte Carl Dalager den Walfang an der Südküste von Alluttoq intensiviert und damit Erfolg gehabt. 1782 schlug Inspektor Johan Friderich Schwabe deswegen die Gründung einer dortigen Loge vor. Im Folgejahr wurde die Loge Klokkerhuk/Arveprinsen Ejland in Alluttoq errichtet und Carl Dalager am 14. Juli 1784 zu ihrem Verwalter ernannt. Auch hier war er wirtschaftlich sehr erfolgreich. Carl Dalager verfügte über eine große Buchsammlung, die Inspektor Børge Johan Schultz, der seit 1790 im Amt war, gerne zu einer Bibliothek für die Diskobucht gemacht hätte, was aber auf Carl Dalagers Widerstand stieß. Er galt zudem in seinen späteren Jahren als Gegner der staatlichen Verwaltung unter Den Kongelige Grønlandske Handel und dem Betrieb des Walfangs in Grönland. Seine Kollegen beschwerten sich häufig darüber, dass Carl Dalager seinen Kolonialdistrikt verließ und in ihren Distrikten handelte, was er damit begründete, dass Inspektor Schultz ihm das erlaubt hätte, aber viel eher gelang es diesem nicht, Carl Dalagers Handelsfahrten zu unterbinden. Im Alter wurde er schwach, ließ sich aber nicht pensionieren. Er starb am Neujahrstag 1799 im Alter von 72 Jahren. Seine Frau überlebte ihn um 18 Jahre und starb erst im hohen Alter von 83 Jahren.

### Nachkommen
Aus seiner Ehe mit Juliane Marie gingen folgende Kinder hervor:
- Andreas Peter Dalager (1760–1820), verheiratet mit Agathe (1762–1840), wurde Walfängerassistent in Ilulissat
- Anna Christine Dalager (1761–1832), verheiratet mit Niels Rasmussen Ravnholdt (1768–1841)
- Jens Jacob Dalager (1763–1825), verheiratet in erster Ehe mit einer Tochter († 1788) von Handelsassistent Carl Dorf; in zweiter Ehe mit ihrer Schwester Marie Dorf (1767–1812); in dritter Ehe mit Mette Christiansen (1790–1837), wurde Walfangleiter in Alluttoq
- ein Sohn (* 1765), jung gestorben
- Christopher Carl Dalager (1766–1842), verheiratet in erster Ehe mit Pouline (1771–1838); in zweiter Ehe mit Karen Gertrud Kathrine (1816–1870), wurde Walfangleiter in Kitsissuarsuit und Anlagenverwalter in Attu
- Mathias Ferslew Dalager (1769–1843), verheiratet in erster Ehe mit Martha Antonette Reinert (1776–1839); in zweiter Ehe mit Anna Catharina Svartz (1787–?), wurde Künstler in Trondheim
- Jacob Dalager (1772–1805), verheiratet mit Cathrine Thorning (1776–1848), wurde Walfänger in Alluttoq

Der jüngste Sohn Jacob Dalager war geisteskrank und zwang seine Mutter ihn zu erschießen. Andernfalls würde er seine Familie ermorden und seine Kinder aufessen. Seine Mutter kam dem Befehl ihres Sohnes nach. An dem Mord waren laut Überlieferung auch der ältere Bruder Jacob Dalager, seine Frau Cathrine Thorning sowie zwei Dienstmädchen beteiligt. Der Fall schlug große Wellen. Das Missionskollegium unterrichtete die dänische Kanzlei davon, welche 1808 zu wissen gab, dass der König Juliane Marie Dalager wegen der besonderen Umstände begnadigte.
Carl Dalager war der Stammvater eines großen grönländischen Geschlechts. Neben seinem Schwager Jacob Severin hatte er noch weitere frühe Handelsbedienstete in seiner Familie. Seine Schwester Anne Kirstine (1718–1790) war mit dem Kolonialverwalter und späteren Bürgermeister von Helsingør, Mathias Andreas Fersleff (1701–1763) verheiratet. Seine Enkelin Cecilie Dalager (1784–1866) ist als (uneheliche) Frau Peter Hanning Motzfeldts (1774–1835) die Stammmutter der Familie Motzfeldt.